# Застенчивость кроны

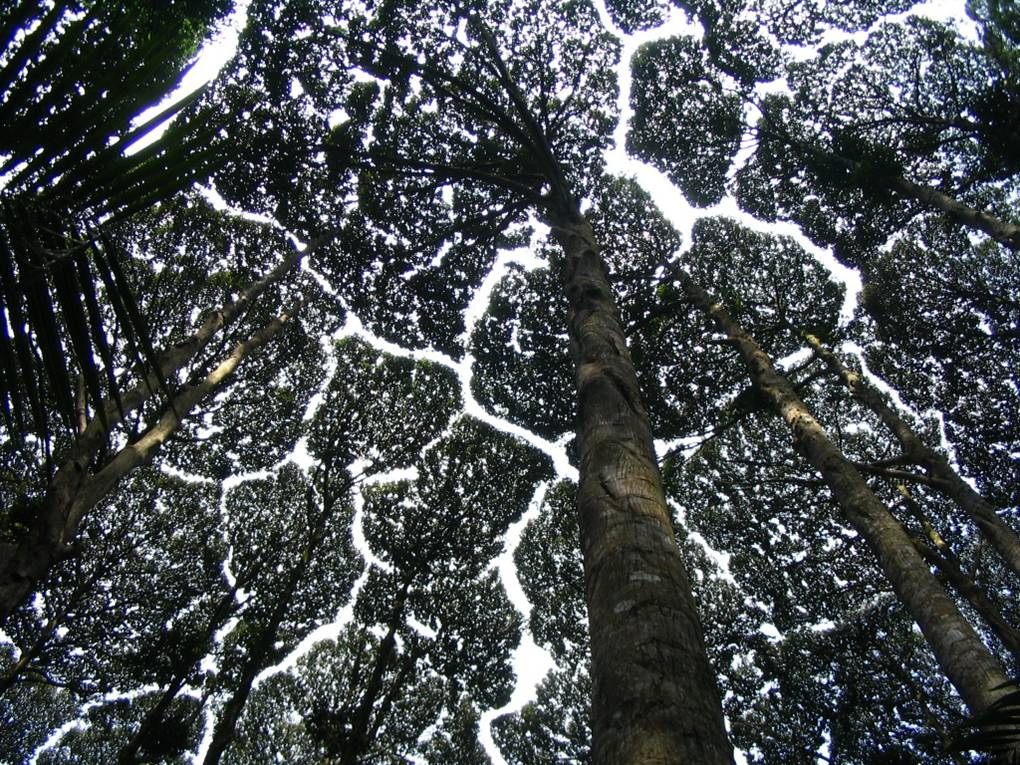
Dryobalanops aromatica в Институте леса Малайзии

Засте́нчивость кро́ны (англ. Crown shyness) — феномен, который наблюдается у некоторых видов деревьев, когда кроны полностью развитых деревьев не соприкасаются, формируя полог леса с каналами-пробелами. Другие названия — «разомкнутость полога», «застенчивость полога», или «межкроновое пространство». Наблюдается у деревьев одного вида, однако зафиксированы случаи между деревьями разных видов.
Учёные не пришли к единому мнению о точных причинах «застенчивости», хотя в научной литературе этот феномен обсуждается с 1920-х годов.
По одной из версий, высокие тонкие деревья во время сильных ветров повреждаются и, чтобы избежать сталкивания друг с другом, реагируют «застенчивостью кроны». Эксперименты показали, что деревья постепенно заполняют пробелы между кронами, если их искусственно ограничить от столкновения вследствие действия ветра.
Однако малайзийский учёный Фрэнсис Ын, который исследовал Dryobalanops aromatica в 1977 году, не нашёл на этом дереве доказательств повреждений от трения и высказал предположение, что верхушечные зоны роста чувствительны к уровню освещённости и прекращают расти при сближении с другими растениями.
Другое объяснение состоит в том, что «застенчивость кроны» препятствует распространению насекомых-минёров.